# Rutland (Nueva York)
Rutland es un pueblo ubicado en el condado de Jefferson en el estado estadounidense de Nueva York. En el año 2000 tenía una población de 2,959 habitantes y una densidad poblacional de 25 personas por km².

## Geografía
Rutland se encuentra ubicado en las coordenadas 43°57′35″N 75°47′39″O / 43.95972, -75.79417.

## Demografía
Según la Oficina del Censo en 2000 los ingresos medios por hogar en la localidad eran de $ 36,417 y los ingresos medios por familia eran $38,906. Los hombres tenían unos ingresos medios de $30,040 frente a los $21,450 para las mujeres. La renta per cápita para la localidad era de $14,919. Alrededor del 12.1% de la población estaban por debajo del umbral de pobreza.